# Fatty som Sprøjtefører
Fatty som Sprøjtefører er en amerikansk stumfilm fra 1920 af Roscoe Arbuckle.

## Medvirkende
- Roscoe "Fatty" Arbuckle
- Buster Keaton
- Molly Malone
- Harry McCoy som Jim
- Dan Crimmins